# Eunidia albosignata
Eunidia albosignata là một loài bọ cánh cứng trong họ Cerambycidae.